# Stade Bourbaki
Le Stade Bourbaki est un stade de football de la ville de Pau, où évoluent le FA Bourbaki.
Inauguré en 1917, ce stade a également accueilli les matches de rugby à XIII de Pau XIII, et également ceux de Côte basque XIII. Le stade est aujourd'hui situé à proximité de l'Université de Pau et des pays de l'Adour et accueille lors de son inauguration un terrain de football, deux courts de tennis, une piste d'athlétisme et un stand de tir à l'arc.

## Histoire
Le stade Bourbaki est inauguré le 28 octobre 1917  sur l'ancien champ Ladeveze, à l'occasion d'une rencontre entre le FA Bourbaki et le Club Olympique Tarbais. Ce stade est l'enceinte centenaire des Kroumirs, intégrée au tissu urbain de la ville, proche des quartiers Saragosse et Fouchet, au nord de la ville. Le site du complexe, gagné sur des plaines meracageuses appartenant alors au Pont-Long, avait été asséché sous la direction de l'architecte palois Henry Challe. À la fin des années 1920, alors que la ville de Pau cherche à se doter d'un Parc des Sports, les conditions de la location et de la vente du terrain à l'association Bourbaki font polémique. En 1923, le patronage acquiert définitivement l'ancien champ Ladeveze.
Le Stade Bourbaki est officiellement inauguré une nouvelle fois le 8 juillet 1924 et une retraite aux flambeaux est alors organisée dans les rues paloises. Les tribunes, d'une capacité de 600 places assises et couvertes, sont l'œuvre des architectes Kruydt, Morin et Cangrand.
En 1931, le stade est alors desservi par la ligne 2 - Route de Bordeaux - La Halle (place Georges Clemenceau) du tramway de Pau.
Dans les années 1930, le stade accueille les matches de Pau XIII du capitaine François Recaborde et ceux de Côte basque XIII,. Dans les années 1930, la capacité du stade est de 1 600 places assises.
Dans les années 1960, le FA Bourbaki perd son statut de club phare de la ville au profit des ex-rivaux des Bleuets, devenus le FC Pau. Le stade est toutefois rénové en 1961.
Le club consent toutefois à mettre à disposition du FC Pau ses installations sportives. Mais le Pau FC se dote d'un nouveau stade, le stade de l'Ousse des Bois avant de déménager au Stade du Hameau puis au Nouste Camp.
Le stade est désormais un stade de quartier.

## Rencontres illustres

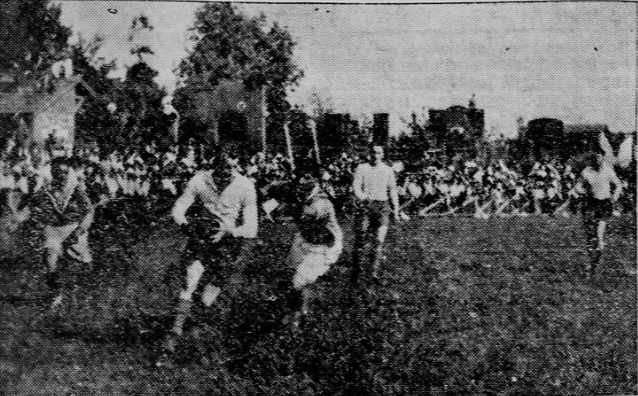
au Stade Bourbaki en 1934

En 1934, le stade Bourbaki est le cinquième stade choisi par Maurice Tardy et la Fédération française de rugby à XIII pour l'organisation d'une tournée promotionnelle d'un équipe du Yorkshire de Rugby à XIII en France, face aux Galia's Boys. Les quatre autres stades furent Villeurbanne, le Stade Buffalo, le stade du Pont-de-Marot à Villeneuve-sur-Lot et Bordeaux (Parc Suzon de Talence). François Récaborde, l'ancien sectionniste devenu Pionnier, n'est pas étranger à ce choix.
Les quelques aménagements de fortune, portant la capacité d'accueil à 2000 places assises ne suffisent pas à endiguer la foule de curieux. Les Pionniers du rugby à XIII français s'inclinent néanmoins sur le score de 65 à 29.
Le 31 octobre 1934, Pau XIII rencontra l'équipe anglaise d'Hunslet alors en tournée dans le Béarn. Pau XIII accueille également le Swinton Lions Rugby League Club, champions d'Angleterre 1934-35 au Stade Bourbaki pour une rencontre de promotion du néo-rugby .
Le stade accueille un 32e de finale de Coupe de France 1954 entre le Stade Montois et le Toulouse FC, le 17 janvier 1954.

## Structures et équipements
Les tribunes, inaugurées en 1924, présentent une capacité de 600 places assises et couvertes.
La tribune du stade est baptisée du nom d'Henri Monségur en 2011, joueur puis dirigeant, qui avait rejoint le club en 1928.
En 1934, lorsque le stade accueille Pau XIII, la capacité est portée à 2400 places assises.